# Friedrich von Ingelheim gen. Echter von Mespelbrunn
Friedrich Carl Joseph Graf von Ingelheim gen. Echter von Mespelbrunn (* 9. April 1777 in Geisenheim; † 17. Oktober 1847 ebenda) war Geheimer Rat, Erzkämmerer, nassauischer Abgeordneter und Landtagspräsident aus dem Adelsgeschlecht Ingelheim.

## Leben
Ingelheim war der Sohn von Franz Carl Philipp von Dalberg Ingelheim gen. Echter von Mespelbrunn (* 12. Mai 1738; † 20. Oktober 1803 in Geisenheim). Der Vater war kurmainzischer Oberhofmarschall und Obristsilberkämmerer, Oberamtmann und Herr in Königstein, Ritterrat, Sohn des kurmainzischen Oberhofmeisters und Vicedom im Rheingau Johann Philipp Graf von Ingelheim gen. Echter von Mespelbrunn und der Maria Clara Philippine. Die Mutter war Franziska Sophia geborene Freiin von Breidbach-Bürresheim gen. vom Riedt (* 27. September 1751; † 13. Dezember 1818), die Tochter des Carl Franz Caspar Freiherr von Breidbach-Bürresheim gen. vom Riedt und der Philippine Ludovica Louise Charlotte.
Er war katholisch und heiratete am 20. April 1800 Antonia Gräfin von Westphalen zu Fürstenberg (* 6. Januar 1785; † 15. Dezember 1867 in Frankfurt am Main), die Tochter des Clemens Graf von Westphalen zu Fürstenberg, Burggraf von Friedberg, und der Antonia Freiin von Waldbott-Bassenheim. Der gemeinsame Sohn Franz Carl Philipp Graf von Ingelheim gen. Echter von Mespelbrunn (* 3. August 1801 in Hanau; † 27. Juli 1879 in Geisenheim) wurde Rittmeister, Kämmerer und Abgeordneter.
Ingelheim war k.k. österreichischer wirklicher Geheimer Rat, königlich bayerischer Geheimer Rat, Herzoglich Nassauischer Erzkämmerer, Ritter des Malteserordens und Ritter des St. Josephs-Ordens der Reichsburg Friedberg.
Von 1818 bis 1824 war er gewähltes Mitglied der Herrenbank des Nassauischen Landtags und von 1819 bis 1824 auch Präsident der Herrenbank des Nassauischen Landtags. Im Jahr 1825 wurde er als gewähltes Mitglied der Herrenbank des Nassauischen Landtags wiedergewählt, nahm das Mandat jedoch nicht an. Sein Nachfolger wurde Anton Freiherr von Breidbach-Bürresheim. In den Jahren 1831 bis 1832 war er erneut Mitglied der Herrenbank des Nassauischen Landtags, diesmal als Vertreter des Erzherzogs Joseph von Österreich.